# 모넌갈리아군 (미네소타주)
모넌갈리아군 또는 모넌갈리아 카운티(Monongalia County)는 미국 미네소타주에 위치한 과거의 군이다. 1858년에 식별되었으나 1862년 다코타 전쟁으로 인해 1861년 들어서야 조직되었다. 주민들이 버지니아에서 미네소타로 이주한 후 버지니아주 머논갈리아 카운티(현재 웨스트 버지니아 주 머논갈리아 카운티)의 이름을 따서 명명되었다. 카운티 소재지는 컬럼비아에 잠시 머물렀다가 뉴 런던에 있었다.
1870년 주 의회는 이곳을 남쪽 이웃인 칸디요히 카운티와 합병하도록 명령했다. 그때까지 두 카운티 모두 법원을 짓기에 충분한 자금을 조달할 수 없었다. 1871년 2월, 그들은 마침내 칸디효이역을 이어 윌마르를 새로운 카운티 소재지로 만들기로 합의했다.